# Doridella obscura
Doridella obscura är en snäckart som beskrevs av Addison Emery Verrill 1870. Doridella obscura ingår i släktet Doridella och familjen Corambidae. Inga underarter finns listade i Catalogue of Life.